# Miracolo eucaristico di Trani

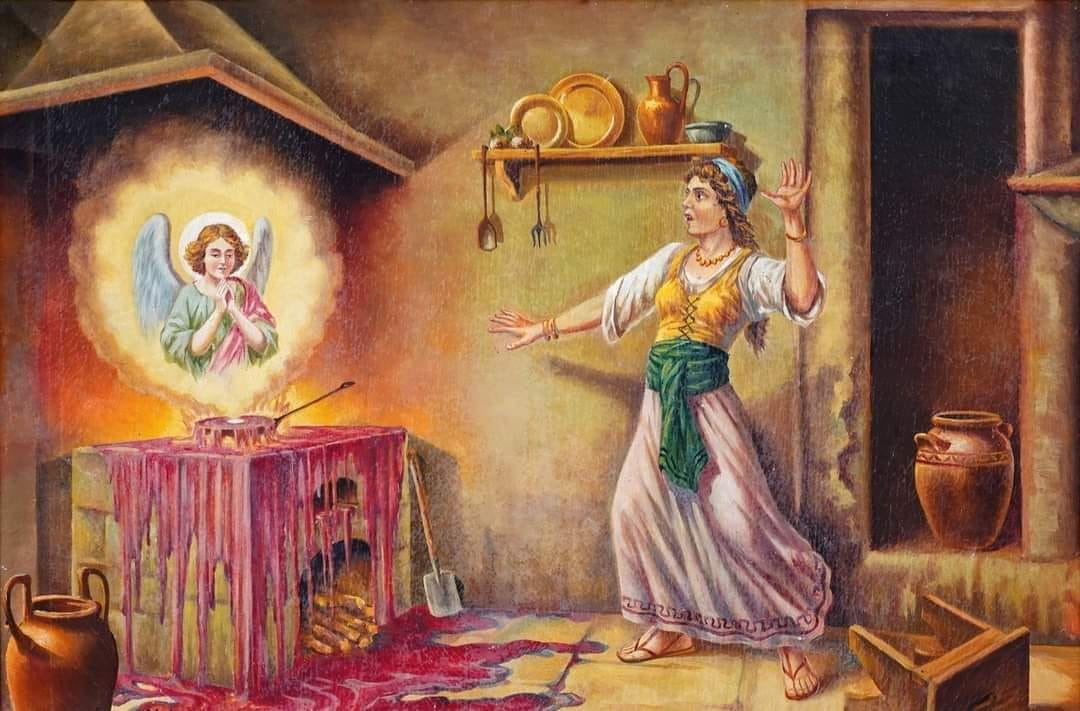
Antica rappresentazione del miracolo eucaristico (Landriscina, Il miracolo di Trani, Chiesa del SS. Salvatore, 1925).

Il miracolo eucaristico di Trani è un avvenimento storico datato XIV secolo, accaduto nell'omonima cittadina .

## Storia

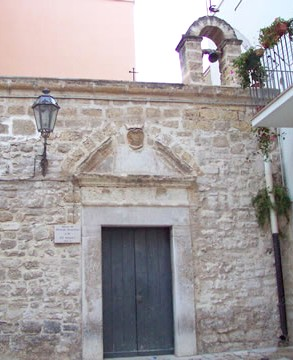
Prospetto della chiesa del SS. Salvatore, eretta sull'antica casa della signora, a seguito del Processo Canonico portato a termine dall'Arcivescovo Pietro de Torres del 1706.

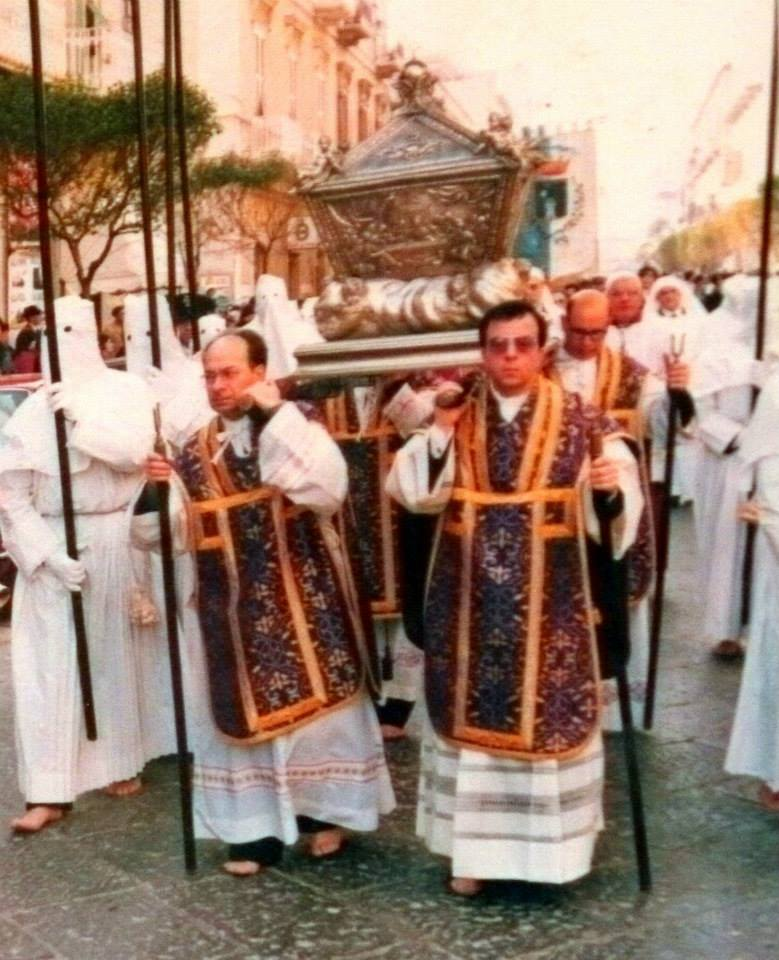
Sabato Santo 1984, tratto di Corso Vittorio Emanuele II. L'urna argentea contenente il Santissimo Sacramento è sorretta da quattro sacerdoti a piedi scalzi, in segno di penitenza per riparare alla profanazione dell'ostia consacrata.

La prima testimonianza storica sul Miracolo Eucaristico avvenuto a Trani è data da uno scritto del 1470. Anselmo e Giovanni Adorno, due pellegrini di ritorno dalla Terra Santa, passano da Trani ed accedendo in Cattedrale in essa venerano e trascrivono il seguente testo: "Abbiamo venerato un pezzo miracoloso del corpo di nostro Signore. Una donna molto semplice della città, avendo senza cattiva intenzione ma per ignoranza tentato di cuocere un'ostia consacrata, questa immediatamente si trasformò in un pezzo di carne che si vede ancora oggi".
La storia dell'avvenimento miracoloso fa fede ad una antichissima tradizione scritta ed orale, nel quale è spiegato l'evento. Una signora abitava in una casetta a ridosso della cinta muraria allora presente in città e, dubitando della presenza di Cristo nell'ostia consacrata, se ne procurò una particola durante la celebrazione del Giovedì Santo presso la chiesa di Sant'Andrea. Portata a casa l'ostia, la donna portò a bollore dell'olio e ve la immerse: Immediatamente essa divenne carne e prese a sanguinare: il sangue traboccò dalla padella e si riversò sul pavimento. Ella tentò invano di occultare il sacrilegio, non riuscendoci.
In breve la notizia del miracolo si sparse per la città. Così, il vescovo di Trani si recò dunque sul luogo del sacrilegio, raccolse i resti dell'ostia e li trasportò processionalmente in cattedrale; indicendo la prima processione di riparazione per chiedere perdono a Dio dell'atto di profanazione compiuto nei riguardi della Ss. Eucaristia.

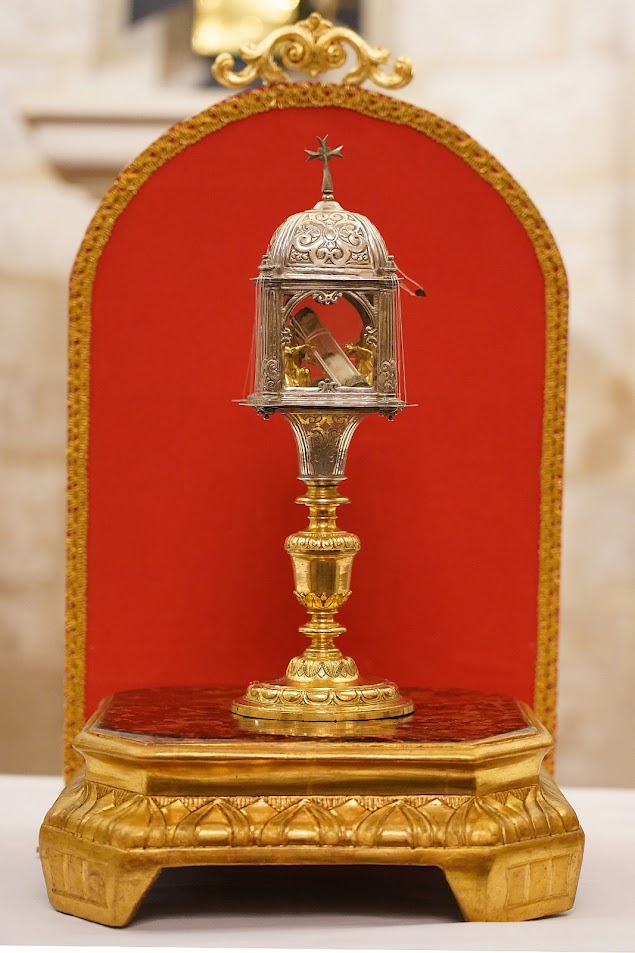
Teca-reliquiario contenente il Miracolo Eucaristico di Trani

La casa dove avvenne il miracolo fu riconosciuta tramite un vero e proprio Processo Canonico compiuto dall'Arcivescovo Pietro de Torres nel 1706. A sue spese, il nobile Ottaviano Campitelli fece edificare una cappella dedicata al Santissimo Salvatore, proprio sul luogo dell'avvenimento. 
Dalla Settimana Santa 2021 la cappella è quotidianamente e liberamente accessibile ai fedeli che desiderano pregarvici al suo interno. Inoltre, è sorto un gruppo spontaneo che costantemente si raduna per pregare ed adorare Gesù nel Ss. Sacramento. Il numero dei pellegrinaggi è assai alto, specialmente i bambini che dovranno vivere la comunione con l'Eucaristia per la prima volta. 
La reliquia, di proprietà del Capitolo Cattedrale, è attualmente custodita nella chiesa di Sant'Andrea; essa è stata esaminata in diverse ricognizioni ecclesiastiche, le ultime sono avvenute nel 1924, in occasione del Primo Congresso Eucaristico Interdiocesano e nel 2004, nell'ottantesimo del Primo Congresso Eucaristico Interdiocesano Pugliese, celebrato in Trani nel '24. 
L'Arcivescovo Giuseppe Maria Leo, per la presenza in Trani di un miracolo eucaristico, ha appellato Trani col titolo de: "CITTA' EUCARISTICA" con Decreto Arcivescovile 1924. Per l'occasione indice e svolte sempre in città il Primo Congresso Eucaristico Interdiocesano Pugliese, celebrato dal 30 aprile al 4 maggio dello stesso anno. 
La processione dei Misteri che si tiene a Trani durante la sera del Venerdì Santo è testimonianza del Miracolo Eucaristico, con finalità riparatorie.